# Space Engineers
Space Engineers is een sandbox computerspel dat zich afspeelt in de ruimte. Het spel is een zogenaamd zandbakspel waarin spelers ruimteschepen en ruimtestations kunnen bouwen met verschillende blokken. De vroege alfaversie van het spel kwam uit op 23 oktober 2013. Op 28 februari 2019 werd het spel als betaversie uitgebracht.

## Gameplay
Space Engineers speelt zich af in de ruimte en is een first-person sandboxspel. Spelers kunnen kiezen om in Creative of in Survival modus te spelen. Ook heeft het spel een multiplayeroptie waardoor er meerdere spelers in één wereld kunnen spelen.

### Creative
In creative modus kan de speler onbeperkt bouwen. Een speler kan niet doodgaan en heeft geen materialen nodig om blokken te plaatsen. In deze spelmodus hebben ruimteschepen geen brandstof nodig. en wapens ook geen munitie

### Survival
De Survival-modus is uitdagender dan creative-modus omdat spelers, in tegenstelling tot creative, verschillende materialen nodig hebben om blokken te plaatsen. Deze materialen kunnen worden geproduceerd met delfstoffen die men in astroïden kan vinden. Een speler is uitgerust met een boormachine om delfstoffen uit te graven, een lasapparaat om blokken te op te bouwen nadat deze geplaatst zijn en een slijptol om blokken af te breken en te verwijderen. In survivalmodus kan de speler doodgaan op verschillende manieren zoals crashen met een ruimteschip, doodgeschoten worden door andere spelers (alleen in multiplayer) en als het ruimtepak geen energie meer heeft.